# Food Safety Authority of Ireland
La Food Safety Authority of Ireland (FSAI) est un organisme public créé en juillet 1998 et fonctionnel depuis le 1er janvier 1999, dont le rôle est de veiller à la santé publique en contrôlant les denrées alimentaires mises sur le marché. Elle a notamment joué un grand rôle dans la révélation  de la fraude à la viande de cheval de 2013. 